# Campionat del Quatre i Mig de 2007
El Campionat del Quatre i Mig de 2007 és l'edició del 2007 del Quatre i Mig de pilota basca. Organitzada per la Lliga d'Empreses de Pilota a Mà, hi prenen part jugadors professionals de les empreses Asegarce i Aspe.
Setze pilotaris, enquadrats en 4 grups, s'eliminen en dues partides per tal d'enfrontar-se al seu cap de grup. Els quatre classificats juguen després una lligueta tots contra tots de la qual els dos millors passen a la final.

## Pilotaris
(En negreta els caps de sèrie)
| - Pilotaris d'Asegarce: - Agirre - Arretxe II - Bengoetxea VI - Esain - Koka - Leitza - Mendizabal I - Olaizola II - Peñagarikano - Retegi Bi - Saralegi |  | - Pilotaris d'Aspe: - Barriola - Berasaluze IX - Chafee - Del Rey - Galartza V - Goñi II - González - Martinez de Irujo - Titín III - Xala - Zubieta |

## Resultats

### Prèvies
Els guanyadors de la fase prèvia passen a les eliminatòries.
| Data     | Frontó  | Roig       | Blau         | Resultat |
| -------- | ------- | ---------- | ------------ | -------- |
| 30/09/07 | Iurreta | Arretxe II | Peñagarikano | 22-08    |
| 30/09/07 | Loiu    | Esain      | Retegi Bi    | 22-18    |

### Eliminatòries

#### Grup A
El cap del grup A és Abel Barriola.
|  | Semifinals                   | Semifinals    |    |  | Final                          | Final |  |
|  |                              |               |    |  |                                |       |  |
|  | 07/10/07, Astelena d'Eibar   |               |    |  |                                |       |  |
|  | Goñi                         | 22            |    |  |                                |       |  |
|  | Esain                        | 06            |    |  |                                |       |  |
|  |                              |               |    |  |                                |       |  |
|  |                              |               |    |  | 21 d'octubre, Astelena d'Eibar |       |  |
|  |                              |               |    |  | Goñi                           | 10    |  |
|  |                              | Bengoetxea VI | 22 |  |                                |       |  |
|  |                              |               |    |  |                                |       |  |
|  |                              |               |    |  |                                |       |  |
|  |                              |               |    |  |                                |       |  |
|  | 13/10/07, Labrit de Pamplona |               |    |  |                                |       |  |
|  | Bengoetxea VI                | 22            |    |  |                                |       |  |
|  | Mendizabal I                 | 08            |    |  |                                |       |  |

##### Eliminatòria final
| Data     | Frontó                     | Roig     | Blau          | Resultat |
| -------- | -------------------------- | -------- | ------------- | -------- |
| 28/10/07 | Atano III de Sant Sebastià | Barriola | Bengoetxea VI | 22-07    |

#### Grup B
El cap del grup B és Augusto Ibáñez, Titín III.
|  | Semifinals                 | Semifinals |    |  | Final                | Final |  |
|  |                            |            |    |  |                      |       |  |
|  | 06/10/07, Zaldibia         |            |    |  |                      |       |  |
|  | Chafée                     | 15         |    |  |                      |       |  |
|  | Del Rey                    | 22         |    |  |                      |       |  |
|  |                            |            |    |  |                      |       |  |
|  |                            |            |    |  | 22 d'octubre, Tolosa |       |  |
|  |                            |            |    |  | Del Rey              | 05    |  |
|  |                            | Xala       | 22 |  |                      |       |  |
|  |                            |            |    |  |                      |       |  |
|  |                            |            |    |  |                      |       |  |
|  |                            |            |    |  |                      |       |  |
|  | 14/10/07, Astelena d'Eibar |            |    |  |                      |       |  |
|  | Xala                       | 22         |    |  |                      |       |  |
|  | Saralegi                   | 14         |    |  |                      |       |  |

##### Eliminatòria final
| Data     | Frontó             | Roig      | Blau | Resultat |
| -------- | ------------------ | --------- | ---- | -------- |
| 27/10/07 | Labrit de Pamplona | Titín III | Xala | 22-07    |

#### Grup C
El cap del grup C és Juan Martinez de Irujo.
|  | Semifinals                 | Semifinals |    |  | Final                            | Final |  |
|  |                            |            |    |  |                                  |       |  |
|  | 11/10/07, Basauri          |            |    |  |                                  |       |  |
|  | Koka                       | 22         |    |  |                                  |       |  |
|  | Galartza V                 | 04         |    |  |                                  |       |  |
|  |                            |            |    |  |                                  |       |  |
|  |                            |            |    |  | 20 d'octubre, Labrit de Pamplona |       |  |
|  |                            |            |    |  | Koka                             | 20    |  |
|  |                            | González   | 22 |  |                                  |       |  |
|  |                            |            |    |  |                                  |       |  |
|  |                            |            |    |  |                                  |       |  |
|  |                            |            |    |  |                                  |       |  |
|  | 12/10/07, Astelena d'Eibar |            |    |  |                                  |       |  |
|  | González                   | 22         |    |  |                                  |       |  |
|  | Leiza                      | 18         |    |  |                                  |       |  |

##### Eliminatòria final
| Data     | Frontó | Roig           | Blau     | Resultat |
| -------- | ------ | -------------- | -------- | -------- |
| 29/10/07 | Tolosa | Mtez. de Irujo | González | (lesió)  |

#### Grup D
El cap del grup D és Aimar Olaizola, Olaizola II.
|  | Semifinals         | Semifinals    |           |  | Final                  | Final |  |
|  |                    |               |           |  |                        |       |  |
|  | 06/10/07, Loiu     |               |           |  |                        |       |  |
|  | Agirre             | 22            |           |  |                        |       |  |
|  | Zubieta            | 18            |           |  |                        |       |  |
|  |                    |               |           |  |                        |       |  |
|  |                    |               |           |  | 19 d'octubre, Azkoitia |       |  |
|  |                    |               |           |  | Agirre                 | 6     |  |
|  |                    | Berasaluze IX | 8 (lesió) |  |                        |       |  |
|  |                    |               |           |  |                        |       |  |
|  |                    |               |           |  |                        |       |  |
|  |                    |               |           |  |                        |       |  |
|  | 08/10/07, Zaldibia |               |           |  |                        |       |  |
|  | Berasaluze IX      | 22            |           |  |                        |       |  |
|  | Arretxe II         | 18            |           |  |                        |       |  |

##### Eliminatòria final
| Data     | Frontó    | Roig        | Blau   | Resultat |
| -------- | --------- | ----------- | ------ | -------- |
| 26/10/07 | Balmaseda | Olaizola II | Agirre | 22-09    |

#### Classificats a la Lligueta
- Abel Barriola
- Juan Martinez de Irujo
- Aimar Olaizola, Olaizola II
- Augusto Ibáñez, Titín III

### Lligueta
| Data     | Frontó                     | Roig        | Blau           | Resultat |
| -------- | -------------------------- | ----------- | -------------- | -------- |
| 03/11/07 | Labrit de Pamplona         | Olaizola II | Mtez. de Irujo | 22-11    |
| 04/11/07 | Astelena d'Eibar           | Titín III   | Barriola       | 18-22    |
| 10/11/07 | Labrit de Pamplona         | Titín III   | Mtez. de Irujo | 22-08    |
| 11/11/07 | Atano III de Sant Sebastià | Olaizola II | Barriola       | 18-22    |
| 17/11/07 | Labrit de Pamplona         | Barriola    | Mtez. de Irujo | (lesió)  |
| 18/11/07 | Ogueta de Vitòria          | Olaizola II | Titín III      | 19-22    |

#### Classificació de la lligueta
| Pilotari | Pilotari      | Partides jugades | Partides guanyades | Partides perdudes | Jocs a favor | Jocs en contra | Dif |
| -------- | ------------- | ---------------- | ------------------ | ----------------- | ------------ | -------------- | --- |
| 1        | Titín III     | 3                | 2                  | 1                 | 62           | 49             | +13 |
| 2        | Barriola      | 2                | 2                  | 0                 | 44           | 36             | +8  |
| 3        | Olaizola II   | 3                | 1                  | 2                 | 59           | 55             | +4  |
| 4        | Mtz. de Irujo | 2                | 0                  | 2                 | 19           | 44             | -23 |

### Final
| Titín III | 22 – 15 | Barriola |
| --------- | ------- | -------- |
|           |         |          |

 Frontó Ogueta de Vitòria